# Apollo e Dafne (pintura)
Apollo e Dafne (em francês:  Apollo et Marsyas1 ou em francês:  Apollo et Daphnis1, em italiano:  Apollo e Dafni) é uma pintura com a técnica óleo sobre tela de tema mitológico de autoria do artista italiano Pietro Perugino, datada de cerca de 1483. O quadro faz parte do acervo do Museu do Louvre em Paris.

## História
A pintura é geralmente apontada como uma das mais representativas da encomenda de Lourenço de Médici, imbuída de significados complexos ligados às doutrinas da Academia Platónica de Florença e com uma leitura encomiástica e cristã da mitologia antiga. A própria nudez dos protagonistas remete ao mundo antigo.
A obra chegou ao Louvre para compra em 1883, como sendo uma obra do também pintor renascentista italiano Rafael.